# Марш скинхедов в Вильнюсе
Марш скинхедов в Вильнюсе — шествие около двухсот бритоголовых граждан 11 марта 2008 года в День восстановления независимости в Вильнюсе. Идущие несли флаги Литвы, флаги со свастикой и скандировали лозунги «Русские — вон!», «Раз-два-три, хороша Литва без русского!», «Juden raus!», «Убейте этого еврея!». Полиция не препятствовала шествию, ограничившись просьбой не переходить на проезжую часть, а двигаться по тротуару.
Скинхеды, одетые в чёрные куртки, камуфляжные штаны и военные ботинки, шли по центральному проспекту Гядиминаса в направлении холма Таурас, где должен был проходить концерт националистических музыкальных групп. В видеорепортаже корреспондента газеты „Lietuvos rytas“ различаются лозунги «Один с половиной, два с половиной, Красивая Литва без русского!» и «Возьмите, дети, палку и забейте этого жидёнка!». Событие вызвало большой резонанс в литовских СМИ и среди политиков. В июне несколько участников марша были приговорены к штрафу.

## Реакция
Событие вызвало широкое обсуждение в литовских СМИ, которые отмечали отсутствие реакции со стороны властей.
С критикой реакции литовских властей выступил Центр Симона Визенталя в Иерусалиме. Директор Центра Эфраим Зурофф в своём письме на имя литовского посла в Тель-Авиве потребовал наказать участников марша. Зурофф также напомнил о действиях литовских националистов во время Второй мировой войны, виновных в смерти десятков тысяч евреев, указав на отсутствие судов над военными преступниками. Президент Литовского еврейского сообщества Симонас Альперавичус выразил недоумение по поводу пассивности полиции.
14 марта полиция Литвы возбудила досудебное разбирательство по отношению к участникам марша.
Ряд правых литовских политиков высказали предположение, что марш был организован из-за рубежа с целью провокации. 17 марта депутат Сейма, член комитета по национальной безопасности Раса Юкнявичене направила запрос в Департамент государственной безопасности. Депутат выразила предположение, что проведенный марш был «частью плана по дискредитации Литвы», напомнив, что ранее комитет был проинформирован о действиях «спецслужб некоторых недружественных Литве государств, разыгрывающих антисемитскую карту для дискредитации Литвы». Витаутас Ландсбергис, назвав мероприятие провокацией, заявил, что ранее в России предпринималась «антилитовская кампания». Как отметила по этому поводу газета «Литовский курьер», «просматривая в очередной раз видео шествия и видя лицо остервенело орущего юнца „Литва без русских“, думается, что если это и провокация, то мастерски искусная, ибо те двести марширующих со свастиками юнцов, точно не переодетые агенты ФСБ, и орали они расистские лозунги, как говорится, от души».
17 марта бывший мэр города, председатель партии «Союз либералов и центра» Артурас Зуокас на встрече с руководством столичной полиции заявил о необходимости наказания участников марша. Зуокас отметил: «Не может быть никаких оправданий, что не надо придавать значения шествию нескольких десятков лысых».
18 марта премьер-министр Литвы Гедиминас Киркилас в интервью Литовскому национальному радио заявил: «Я лично осуждаю марш бритоголовых, думаю, что правительство выступит с соответствующим заявлением по этому поводу». 18 марта в заявлении руководства МВД Литвы была отмечена «некоторая неточность в поведении полиции». Однако в целом, по мнению правоохранительных органов, «полиция вела себя правильно», оповестив участников об ответственности и обеспечив порядок шествия. Кроме того, шествие было снято на видео и началось досудебное расследование.
20 марта с осуждением марша выступил президент Валдас Адамкус, заявивший на встрече с министром внутренних дел страны Регимантасом Чупайла, что он «возмущён вялой и запоздалой реакцией полиции и МВД Литвы».
20 июля вице-президент Бнай Брит в The Washington Times заявил о проблеме роста антисемитизма и ксенофобии в Литве, отметив запоздалую реакцию со стороны литовских официальных лиц на марш скинхедов.
В сентябрьском докладе Госдепартамента США говорилось, что политическое руководство Литвы отреагировало на марш спустя неделю после его проведения. Как было отмечено в докладе, шествие скинхедов получило значительную огласку в СМИ.
По данным социологического опроса компании Spinter tyrimai, 65 % респондентов негативно оценили марш скинхедов, 26 % заняли нейтральную позицию и 3 % одобрили его.

## Расследование
В июне несколько участников марша были приговорены к штрафу. Среди участников была опознана внучка литовского актёра Донатаса Баниониса, признавшаяся, что уже семь лет является активной участницей движения скинхедов.

## Увязка марша с другими событиями
Рядом СМИ марш скинхедов увязывается с другими событиями в Литве. В июне 2008 года на допрос в генеральную прокуратуру Литвы была вызвана библиотекарь Вильнюсского института идиша Фаня Бранцовская в связи с подозрением в участии в партизанском отряде. Исполнительный директор еврейской общины Литвы Симон Гурявичус, выразив мнение, что преследование бывших партизан проводится с целью пересмотра истории, напомнил о состоявшемся марше скинхедов.
В апреле 2008 года в знак протеста против преследования 82-летнего Ицхака Арада израильский историк, лектор Иерусалимского университета Дов Левин вернул президенту Литвы Валдасу Адамкусу полученную в 1993 году награду за героизм, проявленный в борьбе с нацистской угрозой. Как сказал Левин в The Jerusalem Post, «Литва — одна из немногих стран, где 93 процента евреев было убито, и прежде, чем первый немецкий солдат вступил в Литву, сами литовцы уже громили евреев, не только убивали, но грабили и зверски насиловали их. Военные и полиция — литовцы — помогали немцам». По его мнению, преследование Арада вызвано стремлением оправдать убийц: «две недели назад бритоголовые на улицах Вильнюса кричали „Юден, раус!“ — „Евреи, вон!“. Желая очистить и обелить убийц, они должны обвинить нас, евреев, говоря, что, хотя и „были литовцы, убивавшие евреев, но были и евреи, убивавшие литовцев“».
Марш также упоминается в связи c законодательным запретом на демонстрацию нацистских и советских символов (автор законопроекта, депутат сейма от партии консерваторов Вилия Алекнайте-Абрамикене заявила, что акции ультраправой молодёжи порочат Литву), поднятием в апреле нацистского флага в Клайпеде, образованием 23 апреля радикального Национального центра литовцев, избиением чернокожей певицы.